# Памятник в честь воинов 116-й Донской казачьей кавалерийской дивизии
Памятник в честь воинов 116-й Донской казачьей кавалерийской дивизии - расположен в городе Сальске Ростовской области, на въезде в город с западной стороны у реки Средний Егорлык.

## История создания и открытия памятника
В ноябре 1941 года в городе Сальске была сформирована 116-я Донская казачья кавалерийская дивизия, впоследствии переименованная в 12-ю гвардейскую.
В знак глубокой благодарности  и признательности вклада дивизии в разгром немецко-фашистских захватчиков жители города Сальска решили воздвигнуть у въезда в город, памятник в честь её отважных воинов.
Над созданием памятника работали скульптор Демьяненко Михаил Иванович и архитектор Стадник Александр Борисович.
20 сентября 1987 года в городе Сальске был торжественно открыт памятник в честь воинов 116-й Донской казачьей кавалерийской дивизии.
На торжественном мероприятии по случаю открытия памятника прибыли ветераны 116-й Донской казачьей кавалерийской дивизии и авторы монумента.
Скульптурная композиция памятника представляет собой рвущихся в атаку лихих конников на лошадях.
Высота монумента составляет 7 метров, два коня и два всадника по 4 метра, бетонный постамент на земляном искусственном холме — 2 метра. На постаменте памятника имеется мемориальная доска с нижеследующим содержанием:
«В ноябре 1941 года в г. Сальске была сформирована 116-я Донская казачья кавалерийская дивизия.
Командиром её был полковник П.В. Стрепухов - герой Гражданской войны, ветеран Первой Конной армии.
Переименованная 27 августа 1942 года в 12-ю гвардейскую. Дивизия прошла в боях с немецко-фашистскими захватчиками победный путь от предгорий Кавказа до Австрийских Альп.
Благодарные сальчане в канун 70-летия Советской власти воздвигли этот монумент в память о героях отстоявших свободу и независимость Отечества».

## Фотогалерея памятника

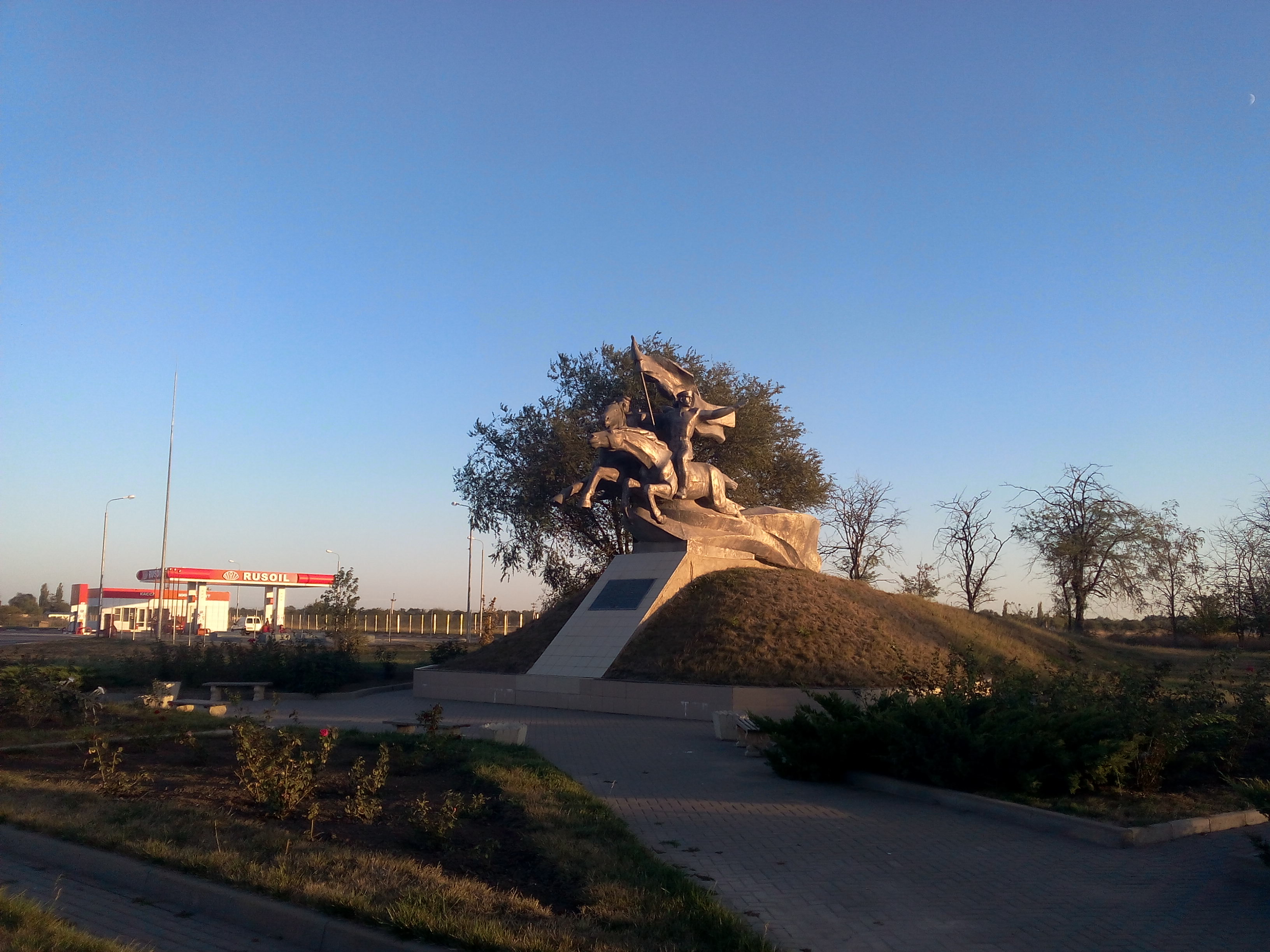
общий вид памятника
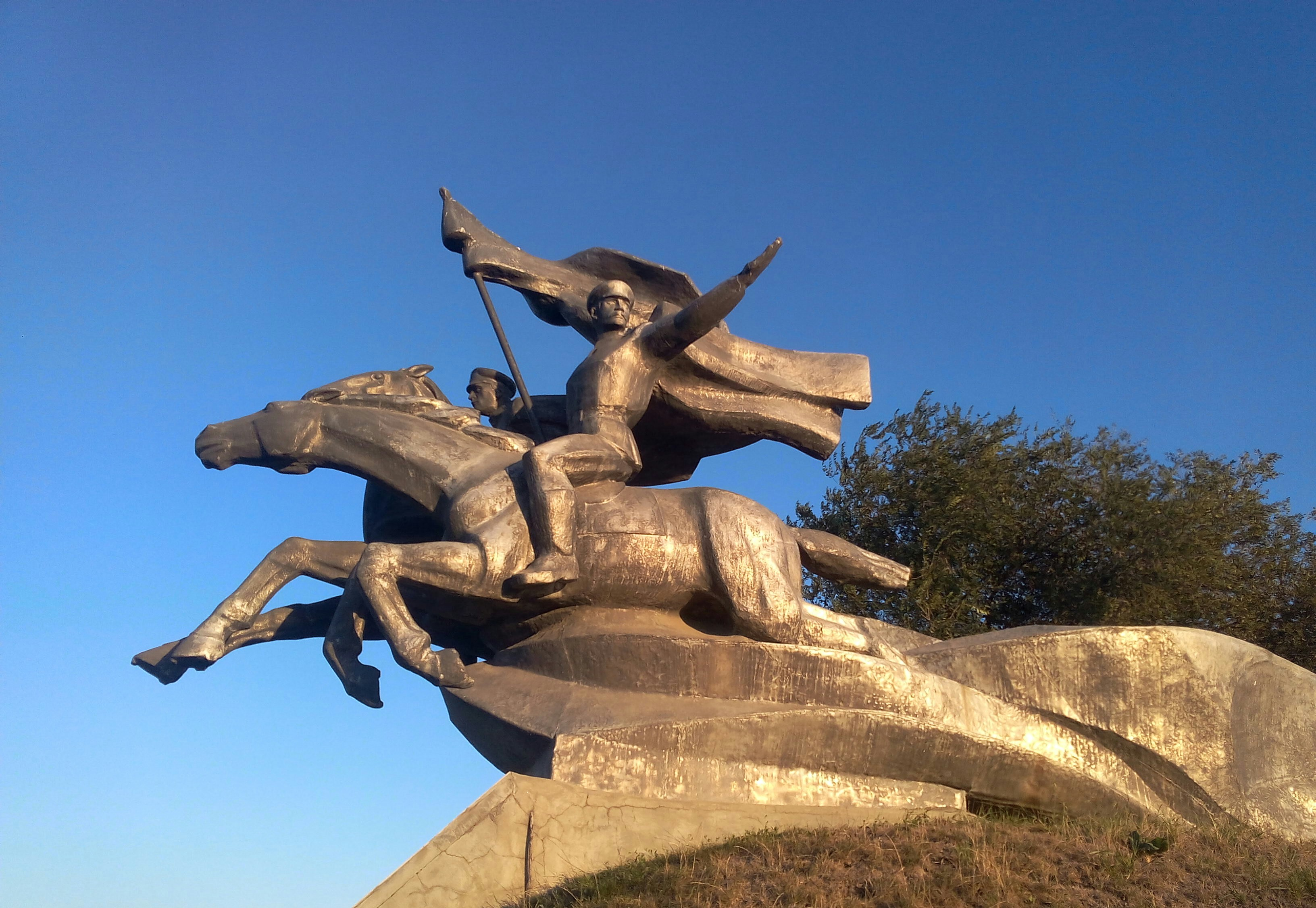
вид справа на памятник
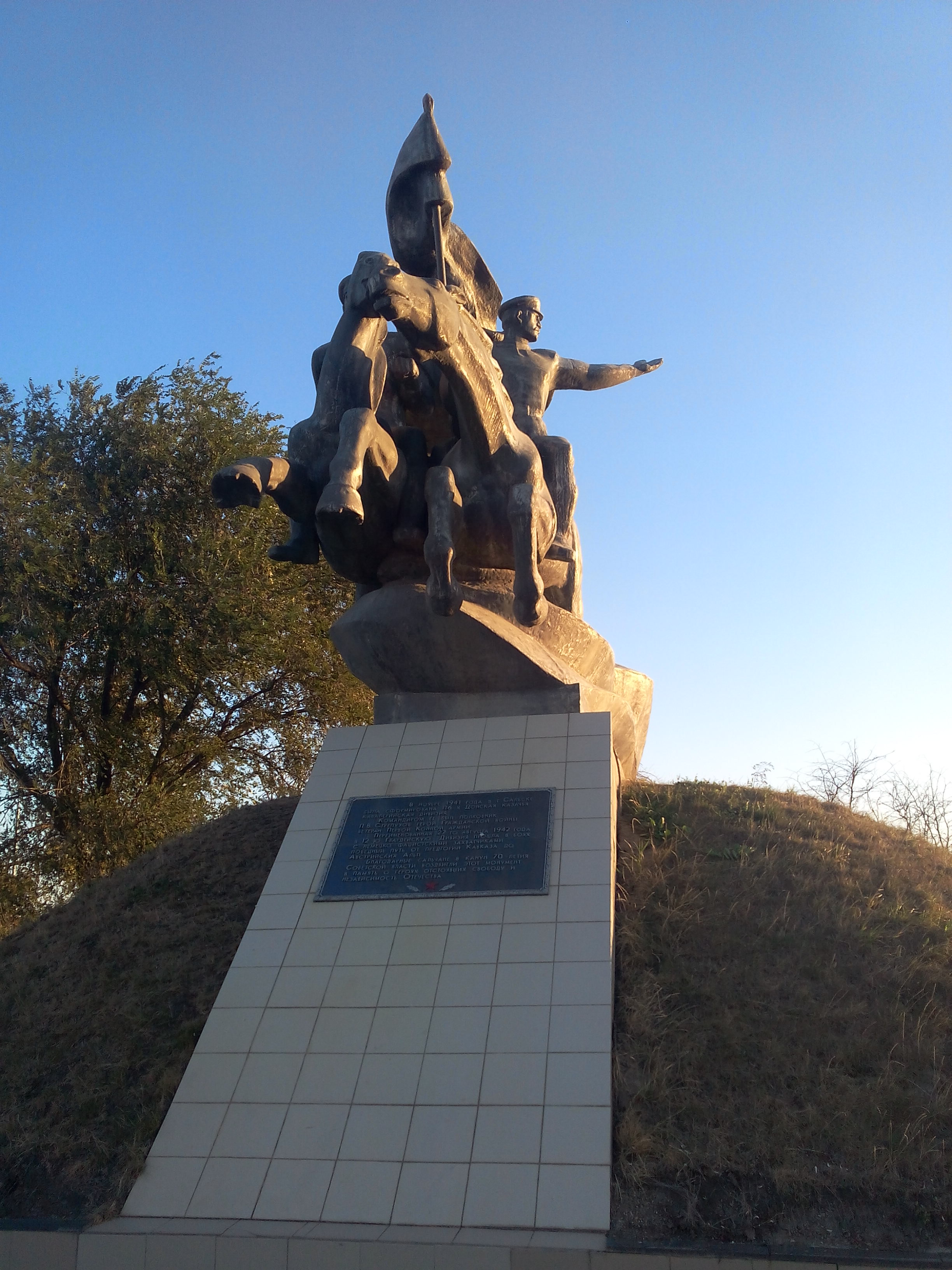
центральный вид памятника
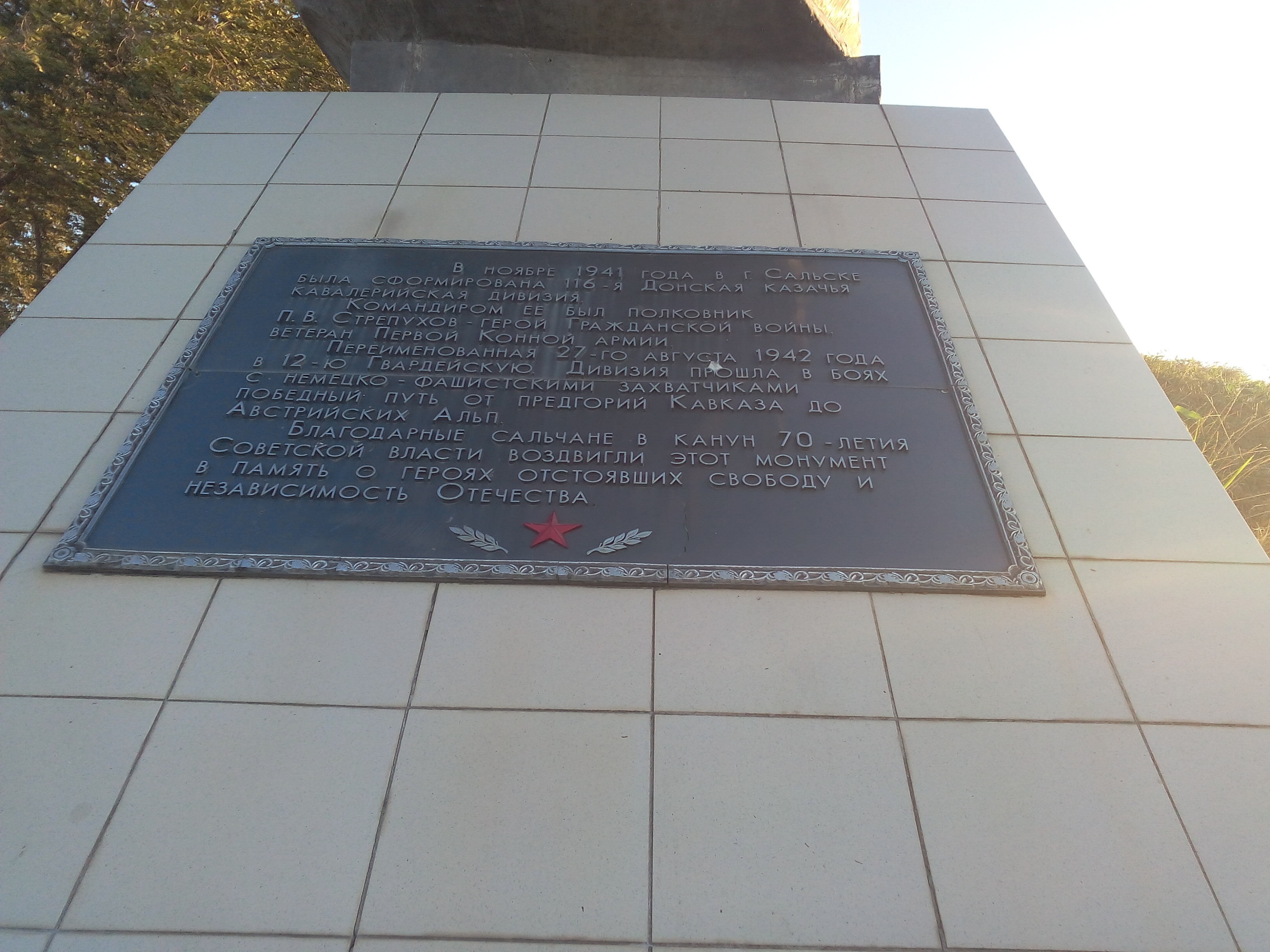
мемориальная доска на памятнике